# Scido
Scido község (comune) Calabria régiójában, Reggio Calabria megyében.

## Fekvése
A megye központi részén fekszik. Határai: Cosoleto, Delianuova, San Luca és Santa Cristina d’Aspromonte.

## Története
Első említése a 11. századból származik, Skidon néven. Korabeli épületeinek nagy része az 1783-as calabriai földrengésben elpusztult. A 19. század elején, amikor a Nápolyi Királyságban felszámolták a feudalizmust, előbb Santa Cristina d’Aspromonte része lett, majd 1837-ben önálló község.

## Népessége
A népesség számának alakulása:

## Főbb látnivalói
- Madonna della Catena-templom
- San Biagio-templom